# هنديلة (بيش كوه زلاغي)
هندیلة (بالفارسية: هندیله) هي قرية تقع في إيران في قسم بیش کوه زلاغي الریفي. يقدر عدد سكانها بـ 17 نسمة بحسب إحصاء 2016.